# Die Ewoks – Karawane der Tapferen

Das Logo von Star-Wars

Die Ewoks – Karawane der Tapferen, auch bekannt als Star Wars: Ewoks – Die Karawane der Tapferen (Originaltitel: The Ewok Adventure, Alternativtitel Star Wars: Ewok Adventures – Caravan of Courage), ist ein für das Fernsehen produzierter US-amerikanischer Science-Fiction/Fantasy-Spielfilm aus dem Jahre 1984 unter der Regie von John Korty. Nach der Star-Wars-Trilogie (1977–1983) hatte George Lucas bereits eine Idee für ein Fernseh-Special des Genres, das sich um die Ewoks, teddybärartige Wesen aus dieser Filmreihe, dreht. Der Film gewann einen Emmy für herausragende optische Effekte und erhielt eine weitere Nominierung für herausragendes Kinderprogramm.

## Einordnung ins Star-Wars-Universum
Der Film ist ein Spin-off der Star-Wars-Kernsaga und spielt irgendwann zwischen Das Imperium schlägt zurück und Die Rückkehr der Jedi-Ritter sowie nach den Geschehnissen von Die Ewoks auf dem Waldmond Endor, auf dem auch zu Teilen die Handlung von Die Rückkehr der Jedi-Ritter angesiedelt ist. Der Film gehört, genau wie seine Fortsetzung, nicht mehr zum offiziellen Star-Wars-Kanon.

## Handlung
Die Familie Towani, bestehend aus den Eltern Jeremitt Towani und Caterine Towani sowie den Kindern Cindel Towani und Mace Towani, stürzen mit ihrem Raumschiff auf dem dichtbewaldeten Mond Endor des Planeten Tana ab. Eines Nachts werden die Eltern von Gorax, einem bösen Riesen, entführt und einem großen Holzkäfig gefangengehalten. Der Teenager Mace und die etwa fünfjährige Cindel sind nun auf sich allein gestellt, jedoch nur für kurze Zeit. Sie freunden sich mit den Ewoks an, kleinen pelzigen, teddybärähnlichen Bewohnern von Endor. Die Ewoks nehmen die Kinder mit in ihr Dorf und kümmern sich um sie. Cindel und der Ewok Wicket W. Warrick werden schnell Freunde. Mace und Cindel bitten die Ewoks um Hilfe, um ihre Eltern zu befreien. So machen sich Ewok Deej und seine drei Söhne Wicket, Weechee und Widdle mit den Kindern auf den Weg. Auf der Reise schließen sich noch der Ewok-Holzfäller Chukha Trok und die Ewok-Priesterin Kaink an. Bei ihrem gemeinsamen Abenteuer meistern sie jede Menge Gefahren. Sie treffen auf Barra-Monster, tödliche Gewässer und feenähnliche Wisties, von denen eine, nämlich Izrina, mit Mace Freundschaft schließt.
Als die tapfere Karawane endlich Gorax’ Höhle erreichen, bleiben Wicket und Widdle vor dem Eingang der Höhle zurück, um auf Cindel aufzupassen. Mace und der Rest der Ewoks machen sich auf den Weg. In der Höhle müssen sie über ein riesiges Netz klettern, um die Klippen zu überqueren. Dabei treffen sie auf eine Riesenspinne. Chukha Trok zerschlägt mit der Axt das Spinnennetz und die Spinne stürzt die Klippen hinunter. Als die Spinne unten angelangt ist, muss nun Wicket seinen Bruder und Cindel mit dem Leben verteidigen. Er tötet die Spinne mit seinem eigenen Messer. Die anderen schleichen schon in der Höhle herum, allerdings hat Gorax die Eindringlinge bereits bemerkt. Izrina irritiert Gorax derart, dass er in eine Falle läuft und in einen Abgrund stürzt. Dabei wird jedoch auch Chukha Trok getötet. Alle halten Gorax für tot, dieser klettert jedoch wieder hinauf. Mace tötet ihn jedoch mit Chukha Troks Axt. Danach kehren die Ewoks und Familie Towani zurück ins Dorf und feiern. Familie Towani entschließt sich, so lange zu bleiben, bis das Raumschiff wieder repariert ist.

## Dreharbeiten
Gedreht wurde der Film in den Gebirgen und Wäldern in Marin County, nur unweit der Skywalker Ranch. Hier, im Redwood-Nationalpark wurden auch schon die Endor-Szenen für Die Rückkehr der Jedi-Ritter gedreht. Joe Johnston war der Produktionsdesigner des Films, er hatte zuvor als Konzeptdesigner der drei früheren Star-Wars-Filme mitgearbeitet und das Buch Ewoks, The Adventures of Teebo: A Tale of Magic and Suspense geschrieben. Somit hatte er genug Wissen, um die Ewok-Umgebung in Endor zu gestalten.
Es wurden nur neun Wochen benötigt, bis der Film fertig war; sechs Wochen, um mit den Schauspielern zu drehen, und drei Wochen für die Nachbearbeitung. Während dieser Zeit gab es auch einen einwöchigen Nachdreh, bei dem George Lucas Regie führte.

## Technik und Effekte
Die Effekte im Film stammen von ILM (Industrial Lights & Magic) und Michael Pangrazio. Es wurde bei dem Film mit aufwendiger Stop-Motion-Animation gearbeitet, da die Go-Motion-Animation einfach zu teuer für dieses Projekt war. Phil Tippett und John Berg (Oscarpreisträger) waren für die Stop-Motion-Effekte verantwortlich, unter anderem haben sie die Condor-Drachen, die Blurrgs und die Boar-Wölfe in den beiden Ewok-Filmen lebendig gemacht. Für den Film wurden über 25 Matte-Zeichnungen und mindestens 50 Bluescreen-Aufnahmen erstellt.
Laut Hahn und Jansen wurde bei den Tricks des stellenweise Langeweile aufkommen lassenden Films jedoch nicht mit der Sorgfalt gearbeitet, die Lucas’ sonstigen Weltraumschlachten-Spektakel auszeichnen: Beim Kampf der Ewoks mit der Riesenspinne fühle man sich permanent an die Augsburger Puppenkiste erinnert.

## Rezeption
Der Fischer Film Almanach 1986 sah eine „effekte-trunkene Geisterbahnfahrt, die durch ans Peinliche grenzende Dialoge vollends ärgerlich“ werde.
Die Deutsche Film- und Medienbewertung (FBW) in Wiesbaden verlieh dem Film das „Prädikat wertvoll“.

## Besetzung und Synchronisation
| Rolle             | Englisch              | Englisch          | dt. Synchronsprecher   | dt. Synchronsprecher |
| Rolle             | Darsteller            | Synchronsprecher  | 1. Synchro             | 2. Synchro           |
| ----------------- | --------------------- | ----------------- | ---------------------- | -------------------- |
| Wicket W. Warrick | Warwick Davis         | Darryl Henriques  | Wolfgang Ziffer        | Santiago Ziesmer     |
| Mace Towani       | Eric Walker           | Eric Walker       | Alexander Niere        | Nicolás Artajo       |
| Caterine Towani   | Fionnula Flanagan     | Fionnula Flanagan | Monica Bielenstein     | Arianne Borbach      |
| Jeremitt Towani   | Guy Boyd              | Guy Boyd          | Norbert Gescher        | Stefan Gossler       |
| Cindel Towani     | Aubree Miller         | Aubree Miller     | ?                      | Emily Hasper         |
| Erzähler          | Burl Ives             | Burl Ives         | Friedrich Schoenfelder | Roland Hemmo         |
| Deej Warrick      | Daniel Frishman       | Sydney Walker     | Originalton            | Originalton          |
| Weechee Warrick   | Debbie Lee Carrington | Hal Rayle         | Originalton            | Originalton          |
| Widdle Warrick    | Tony Cox              | James Cranna      | Originalton            | Originalton          |
| Shodu Warrick     | Pam Grizz             | Nancy Carlin      | Originalton            | Originalton          |
| Chukha Trok       | Kevin Thompson        | Michael Pritchard | Originalton            | Originalton          |
| Kaink             | Margarita Fernández   | Pat Franklin      | Originalton            | Originalton          |
| Logray            | Bobby Bell            | Robert Elross     | Originalton            | Originalton          |

## Fortsetzungen
- 1985: Kampf um Endor

## Veröffentlichungstermine
- Fernsehpremiere in den USA: 25. November 1984
- Kinostart Deutschland: 5. April 1985
- Kauf-DVD: 14. April 2005
- Video-on-Demand auf Disney+: 2. April 2021 (englischsprachiger Raum), 18. Juni 2021 (deutschsprachiger Raum)